# DGAT1
DGAT1 — ген диацилглицерол О-ацилтрансферазы 1 (DGAT1).
Этот ген кодирует многопроходный трансмембранный белок, который функционирует как один из ключевых метаболических ферментов. Кодируемый белок катализирует превращение диацилглицерина и сложных эфиров жирных кислот ацильных производных кофермента A в триацилглицерин. Этот фермент также может переносить ацил-КоА на ретинол. Активность этого белка может быть связана с ожирением и другими нарушениями обмена веществ. Этот фермент важен для лактации у мышей, и мутации в этом гене влияют на состав молока и надой у коров и коз, приводя к увеличению процента белка и жира в молоке, но к снижению удоя.
При неработающем из-за мутации гене DGAT1 младенцы не способны к расщеплению жиров, что вызывает диарею и рвоту, что приводит в итоге к потере массы тела и необходимости перехода на полностью парентеральное питание, если не подобрать подходящую питательную смесь. Далее это вызовет энтеропатию с потерей белка и очень низкий уровень альбумина. См. Мальабсорбция.
Для выявления мутаций проводится анализ гена у людей и молочных сельскохозяйственных животных.
С целью информирования о заболевании и возможной помощи существует международное научно-медицинское сообщество DGAT1 Community — Collaborative Group. Оно сообщает о повышении усвоения белка при переходе на диету с низким содержанием жира с возможным приемом витаминных добавок, в частности специальные детские смеси.